# Liste der Kulturdenkmäler in Wallscheid
In der Liste der Kulturdenkmäler in Wallscheid sind alle Kulturdenkmäler der rheinland-pfälzischen Ortsgemeinde Wallscheid aufgeführt. Grundlage ist die Denkmalliste des Landes Rheinland-Pfalz (Stand: 10. August 2023).

## Einzeldenkmäler
| Bezeichnung                             | Lage                                | Baujahr                            | Beschreibung                                                                              | Bild                           |
| --------------------------------------- | ----------------------------------- | ---------------------------------- | ----------------------------------------------------------------------------------------- | ------------------------------ |
| Katholische Filialkapelle St. Cornelius | Hauptstraße, Ecke Lindenstraße Lage | 1777                               | kleiner Saalbau, bezeichnet 1777                                                          | weitere Bilder Fotos hochladen |
| Bildstock                               | Hauptstraße, Ecke Lindenstraße Lage | zweite Hälfte des 18. Jahrhunderts | an der Kapelle: Bildstock, Rotsandstein, wohl aus der zweiten Hälfte des 18. Jahrhunderts | weitere Bilder Fotos hochladen |